# Huoshan
Huoshan (en chino, 霍山; pinyin, Huòshān, léase Juó-Shan) es un condado  bajo la administración directa de la Prefectura Lu’an en la Provincia de Anhui, República Popular China.  Su área es de 2043 km² y su población total para 2010 superó los 300 mil habitantes. 

## Administración
Desde julio de 2020, el  Condado Huoshan se divide en 16 pueblos que se administran en 13 poblados y 3  villas.